# 미미와 철수의 청춘 스케치
미미와 철수의 청춘 스케치는 1987년 공개된 대한민국의 로맨틱 코미디 영화이며 최양락 (최 아랑 드롱 역)이 해당 영화로 스크린 데뷔를 했는데 해당 영화에 앞서 《깜보》로 스크린 데뷔를 할 예정이었으나  도시적인 얼굴이 아니라는 이유 탓인지(최양락은 충청도 시골 출신) 좌절됐다.

## 배역
- 강수연 : 미미 역
- 박중훈 : 철수 역
- 김세준 : 보물섬 역
- 최양락 : 최 아랑 드롱 역
- 정선일 : 의대생 역
- 이해룡 : 철수 아버지 역
- 문미봉 : 철수 어머니 역
- 송희연 : 미미 어머니 역
- 백송 : 교수 1 역
- 김기종 : 교수 2 역
- 전유성 : 교수 3 역
- 송원섭 : 철수 친구 1 역
- 이석호 : 철수 친구 2 역
- 오재현 : 철수 친구 3 역
- 김욱중 : 철수 친구 4 역
- 노형석 : 고시생 역
- 배유진 : 미미 친구 역
- 황병훈 : 미미 동생 역
- 남포동 : 택시기사 역
- 김영인 : 사내 역
- 박예숙 : 동네 아주머니 역
- 신동욱 : 출판사 사장 역
- 한태일 : 기사 역
- 박희진 : 깡패 1 역
- 김영철 : 깡패 2 역
- 황춘수 : 깡패 3 역
- 윤다훈 : 장교 역
- 송영란 : 여자 1 역
- 전윤경 : 여자 2 역
- 강중원 : 방범 1 역
- 윤명옥 : 방범 2 역

## 수상
- 1987년 제26회 대종상
  - 신인감독상 - 이규형
  - 신인상 - 김세준